# سيزون هيلبي
سيزون هيلبي (بالإنجليزية: Season Hubley)‏ هي ممثلة أمريكية، ولدت في 14 مارس 1951 بنيويورك في الولايات المتحدة.

## أعمال

### مسلسلات
- بيفرلي هيلز 90210

## وصلات خارجية
- سيزون هيلبي على موقع IMDb (الإنجليزية)
- سيزون هيلبي على موقع ألو سيني (الفرنسية)
- سيزون هيلبي على موقع تيرنر كلاسيك موفيز (الإنجليزية)
- سيزون هيلبي على موقع أول موفي (الإنجليزية)
- سيزون هيلبي على موقع قاعدة بيانات الأفلام السويدية (السويدية)
- سيزون هيلبي على موقع إن إن دي بي (الإنجليزية)
- سيزون هيلبي على موقع قاعدة بيانات الفيلم (الإنجليزية)
- سيزون هيلبي على موقع كينوبويسك (الروسية)